# اتین آرنو
اتین ژوزف ژرمن آرنو (فرانسوی: Étienne Joseph Germain Arnaud‎; زاده ۴ سپتامبر ۱۸۷۹ - درگذشته ۱۰ مارس ۱۹۵۵) کارگردان فیلم صامت و فیلم‌نامه‌نویس اهل فرانسه بود.

## فیلم‌شناسی
- رابین‌هود (۱۹۱۲)